# Launch Complex 39
| Launch Complex 39                              | Launch Complex 39 |
| ---------------------------------------------- | --- |
| Ein Blick über das Areal des Launch Complex 39 | |
| Koordinaten                                    | 28° 37′ 4″ N, 80° 36′ 45″ W |
| Typ                                            | Orbital Launch Site |
| Betreiber                                      | NASA SpaceX (LC-39A seit 2014) |
| Baubeginn                                      | 1956 |
| Launch Pads                                    | 2 |
| Min. Inklination                               | 28° |
| Max. Inklination                               | 57° |
| Raketen                                        | Saturn V 1967 bis 1973 Saturn IB 1973 bis 1975 Space Shuttle 1981 bis 2011 Ares I-X 2009 Falcon 9 seit 2017 Falcon Heavy seit 2018 Space Launch System seit 2022 (Startliste) Starship (geplant) |
| CCAFS                                          | |

Der Launch Complex 39 (LC-39) ist einer von zwei Startplätzen des Kennedy Space Center der NASA. Er umfasst zwei Startrampen und befindet sich am Cape Canaveral in Florida, USA.
Die NASA startete von hier ihre meisten bemannten Flüge, ab Apollo 8 alle des Apollo-Programms und anschließend alle Space-Shuttles. Außerdem war LC-39 im Rahmen des mittlerweile eingestellten Constellation-Programms für die Ares-Raketen vorgesehen; es kam jedoch nur die Ares I-X testweise zum Einsatz.
Das Privatunternehmen SpaceX startet vom LC-39A die Raketen des Typs Falcon 9 und Falcon Heavy; außerdem ist der Startkomplex für die neue Schwerlastrakete Starship vorgesehen.
Die NASA startet ihre neue Schwerlastrakete Space Launch System vom LC-39B aus. Der Erstflug fand am 16. November 2022 statt.
Northrop Grumman vereinbarte die Nutzung dieses Startplatzes für die inzwischen aufgegebene Omega.

## Apollo
Durch die Übergröße der Saturn V entstand der Plan, einen neuen, NASA-eigenen Startplatz zu erbauen, anstatt einen Startplatz auf der Cape Canaveral Air Force Station (CCAFS) zu modifizieren. Dazu wählte man ein Gebiet etwas nördlich der CCAFS, um weiterhin Gebäude dort mitnutzen zu können.

### Die Startanlagen
Der gesamte Komplex sollte ursprünglich fünf Startrampen haben, von denen drei gebaut und zwei in Reserve gehalten werden sollten. Die drei, die gebaut werden sollten, sollten von Norden nach Süden als LC-39A, LC-39B und LC-39C bezeichnet werden. Jedoch wurde LC-39A nie gebaut, sodass man LC-39C im Jahr 1963 in LC-39A umbenannte. Der einzige offen sichtbare Hinweis für die Planung weiterer Startrampen ist eine Abzweigung des Crawlerways, etwa 1,6 km westlich von LC-39A und 2,4 km südlich von LC-39B.
Die Startanlage an sich besteht aus Beton. Eine 250 m lange 5-%-Steigung führt zu dem 13 m hohen Feuerschacht. In diesem sogenannten „Clear Pad“ ist ein Raum, der die für den Start benötigte Computertechnik beherbergt. Hinzu kamen vier Blitzableiter, mehrere Ausrüstungsräume und die Stützen, auf denen die mobile Startplattform gelagert wird. Außerdem wurden die Tanks für die flüssigen Treibstoffe gebaut.

### Vehicle Assembly Building
Das Hauptgebäude des damals Vertical Assembly Building (VAB) genannten Gebäudes wurde auf einer Fläche von 157,9 m × 134,7 m erbaut und war damals mit 160,3 m Höhe das größte Hallengebäude der Welt. In seinen vier „High Bays“ konnten bis zu drei Saturn V aufgebaut werden. Die verbleibende Zelle wurde für andere Zwecke freigehalten. Daran grenzt eine „Low Bay“ an. Sie ist 83,5 m lang, 134,7 m breit und 64 m hoch. In ihr wurden die Raketenteile angeliefert und überprüft.

### Weitere Einrichtungen
Der Crawlerway verbindet die beiden Startanlagen mit dem VAB. Er besteht aus zwei 12,2 m breiten Fahrstreifen und einem 15,2 m breiten Mittelstreifen. Der Fahrbelag besteht aus vier Schichten, damit das Gewicht des Crawler-Transporters samt Startplattform und Raumfahrzeug getragen werden kann. Die oberste Schicht besteht aus Flusskies von 10 cm Dicke auf geraden Streckenabschnitten und 20 cm in Kurven. Danach folgen ein 30 cm Asphaltgemisch, 90 cm Kalkstein und 80 cm Füllstoffe. Die Fahrstrecke beträgt 5,5 km zum LC-39A und 6,8 km zum LC-39B.
Die zwei Crawler-Transporter sind die zweitgrößten Fortbewegungsmittel zu Lande weltweit, dafür jedoch entsprechend langsam. Sie sind 40 m lang, 34,7 m breit und 6,1 m hoch. Ihre maximale Geschwindigkeit beträgt 3,2 km/h ohne und 1,6 km/h mit einem Raumfahrzeug. Jedes Fahrzeug hat zwei 2050-kW-Dieselmotoren, die wiederum vier 1000-kW-Generatoren antreiben. Die hierbei erzeugte Energie treibt die 16 Antriebsmotoren an. Außerdem werden die Überwachungsmonitore in beiden Fahrerkabinen von ihnen versorgt. Hinzu kommt die Hydraulik, die die mobile Startplattform samt Raumfahrzeug in einer vertikalen Position hält, während der Crawler die 5-%-Steigung in Angriff nimmt.
Zu den Gebäuden, die nicht direkt zum LC-39 gehören, aber für den Betrieb dort benötigt werden, gehört das zeitgleich erbaute Startkontrollzentrum. Es liegt etwas südlich vom VAB. Von dort werden die Startvorbereitungen während des Countdowns überwacht. Außerdem wird von hier der Start eingeleitet.
Ein weiteres Gebäude, das jedoch übernommen wurde, ist das Operations and Checkout Building am nördlichen Ende der Cape Caneveral Air Force Station. Dort wurden die Apollo-Raumschiffe zusammengesetzt und überprüft. Außerdem wohnten dort die Astronauten vor dem Start.

### Apollo-Programm
Während des Apollo-Programms starteten 17 Raketen von LC-39, wobei von LC-39A zwölf Saturn V starteten (zwei Testflüge, neun Apollo-Missionen und Skylab). Von LC-39B startete Apollo 10 als einzige Mission mit einer Saturn V. Skylab 2, 3 und 4 und das Apollo-Sojus-Test-Projekt starteten ebenfalls von LC-39B, allerdings mit einer Saturn IB, für die auf der mobilen Startplattform eine Verkürzung angebracht werden musste.

## Shuttle-Projekt

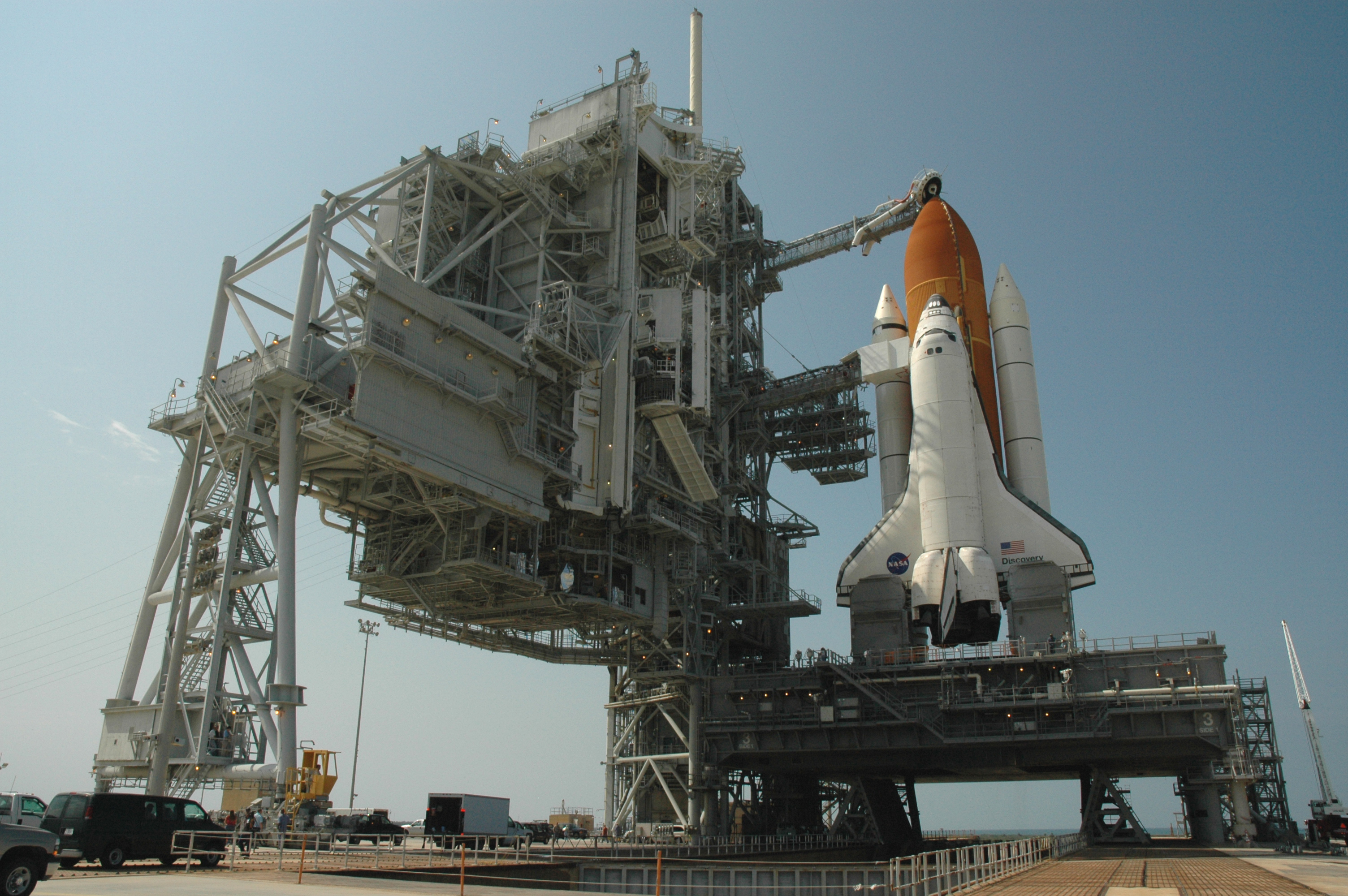
Discovery auf der Startrampe LC-39B

Während des Apollo-Programms entschied sich die NASA Ende der 1960er Jahre dazu, einen wiederverwendbaren Raumgleiter zu entwickeln – das Space Shuttle. Für den Start dieses neuen Raketentyps sollte LC-39 verwendet werden, der dazu teilweise umgebaut werden musste.

### Um- und Neubauten

#### Die Startanlagen
Die sichtbarste Änderung fand auf den beiden Startplätzen statt. Dort wurden zunächst auf LC-39A, dann auch auf LC-39B die Blitzableiter demontiert. Man begann mit der Modernisierung der Ausrüstung, bevor man den neuen, fixierten Startturm auf dem Pad baute. Durch ihn verlaufen sämtliche Zugriffswege und Treibstoffleitungen. Außerdem hängt an dieser Fixed Service Structure die Rotating Service Structure, mit der man größere Nutzlasten in die Ladebucht des Shuttles befördern kann. Zudem ist an ihm eine Fluchtseilbahn angebracht, die es der Besatzung ermöglicht, im Notfall die Startrampe schnell zu verlassen.

#### Orbiter Processing Facility
Die drei Orbiter Processing Facility (OPF) genannten Gebäude stehen unweit des VAB. Sie gehören nicht direkt zum Startkomplex, wurden jedoch zur Wartung der Shuttles benötigt. OPF 1 und 2 sind westlich, OPF 3 nordwestlich des VAB gebaut worden. Während an OPF 3 ein Low-Bay angrenzt, werden 1 und 2 durch eine solche verbunden. Alle Gebäude sind gleich aufgebaut.

#### Weitere Modifikationen
Im VAB, das nun Vehicle Assembly Building genannt wurde, mussten einige Kräne umgebaut werden, damit der externe Tank und der Orbiter angebracht werden konnten. Außerdem mussten die Startplattformen stark modifiziert werden, da der Startturm auf ihnen nicht mehr benötigt wurde und eine zweite Öffnung für den anderen Booster geschaffen werden musste.

### Das Shuttle-Programm
Im Zuge des Shuttle-Programms starteten 135 Missionen vom LC-39, davon 81 von LC-39A und 54 von LC-39B.

## Nach dem Space Shuttle

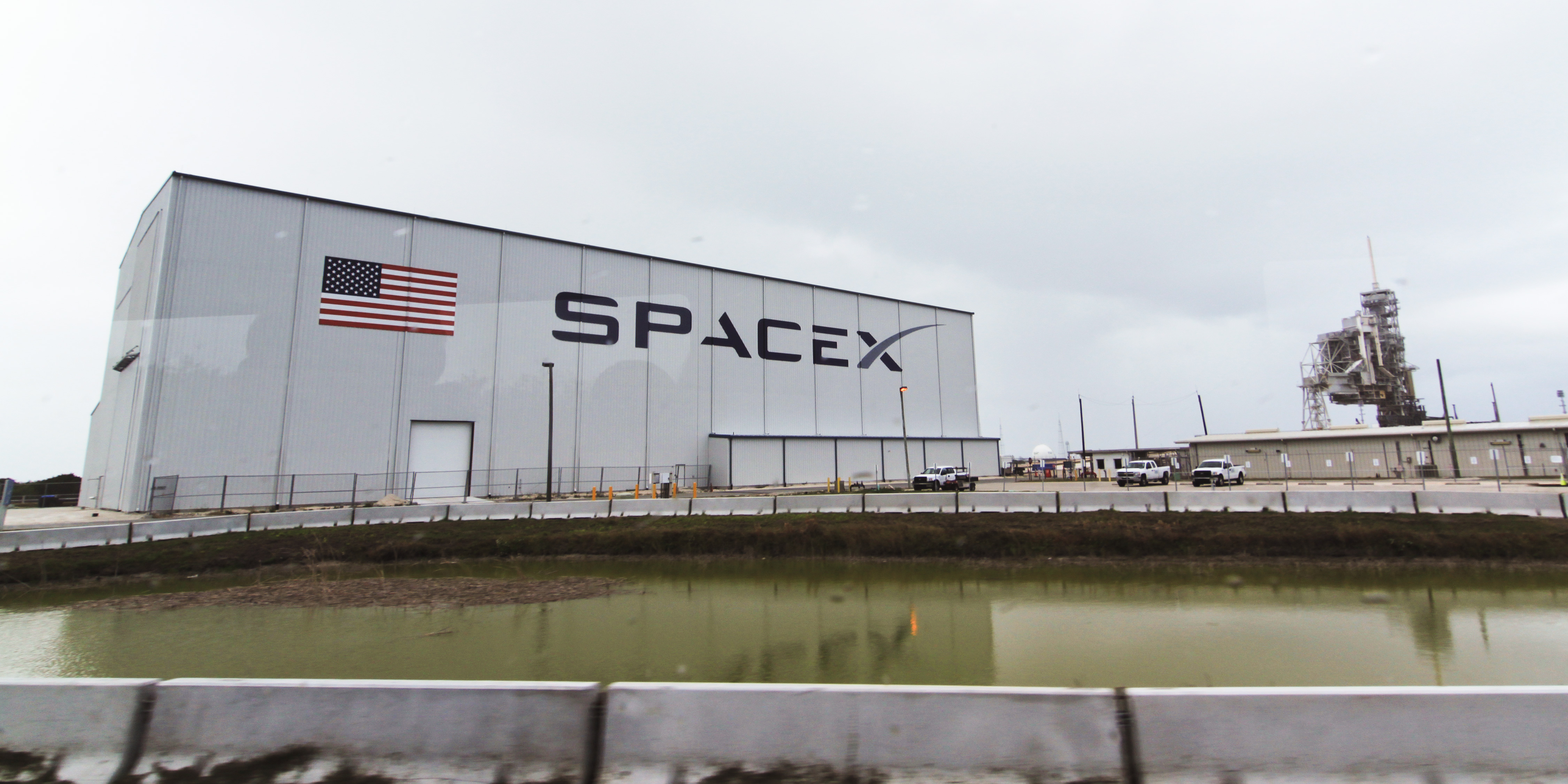
Hangar von SpaceX an der Startrampe LC-39A

Nach dem Columbia-Unglück ordnete der US-Kongress die Ausmusterung der Shuttle-Flotte bis zum Jahr 2010 an. 2004 verkündete US-Präsident George W. Bush, dass die NASA bis 2020 eine Mondlandung in Angriff nehmen soll. Daraufhin startete die NASA das Constellation-Programm, das jedoch im Februar 2010 abgesagt wurde. Ein Jahr später wurde bekannt, dass die NASA gedenkt, Teile des Kennedy Space Centers für private Nutzung freizugeben.

### Der nächste Umbau

#### LC-39A

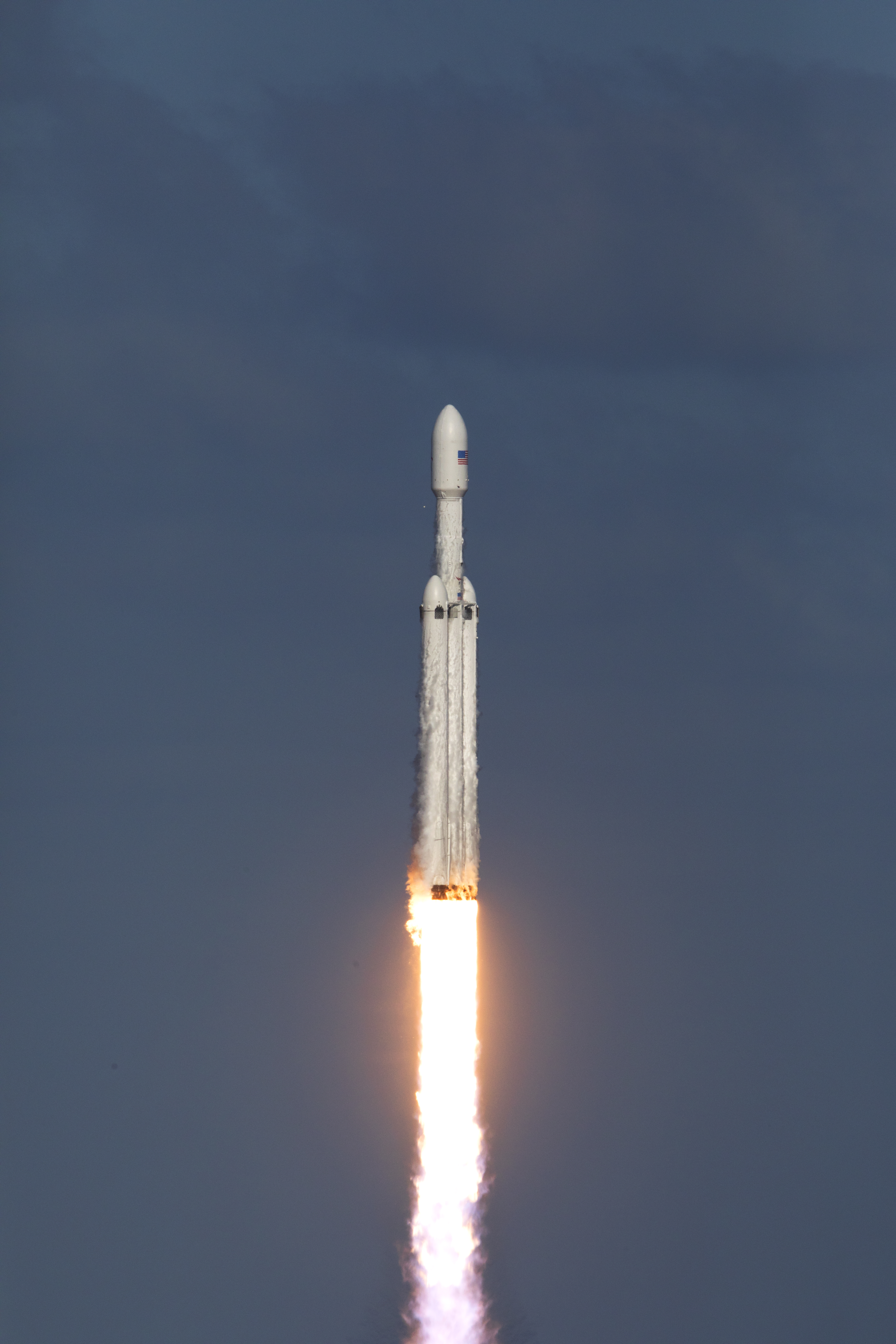
Erstflug der Falcon Heavy

LC-39A wurde nach der Landung des letzten Shuttle zunächst nur deaktiviert. Für das Constellation-Programm war geplant, die Startanlage wie LC-39B zu behandeln, jedoch kein Schienenrettungssystem einzubauen, da von hier zunächst nur unbemannte Starts geplant waren. Nach dem Ende des Constellation-Programms war zunächst unklar, was mit dieser Startrampe geschehen solle.
Am 14. April 2014 schloss SpaceX mit der NASA einen Leasingvertrag über 20 Jahre zur Nutzung des LC-39A. Ein neuer Hangar wurde auf dem Crawlerweg errichtet und Ende 2015 fertiggestellt. Seit dem 19. Februar 2017 starten vom LC-39A Falcon-9-Raketen und seit der Falcon Heavy Demonstration Mission am 6. Februar 2018 alle Falcon Heavy. Um SpX-DM2, den ersten bemannten Start eines privaten Unternehmens mit einer Falcon 9 mit der Dragon-2-Kapsel und weiterer bemannter Missionen zu ermöglichen, wurde der Fixed Service Structure genannte Startturm renoviert und mit einer neuen, schwenkbaren Zugangsbrücke versehen. Die Rotating Service Structure wurde abgerissen.
Im September 2019 begann am LC-39A der Bau einer Startrampe für Starship und Super Heavy, die neue Rakete von SpaceX.

#### LC-39B

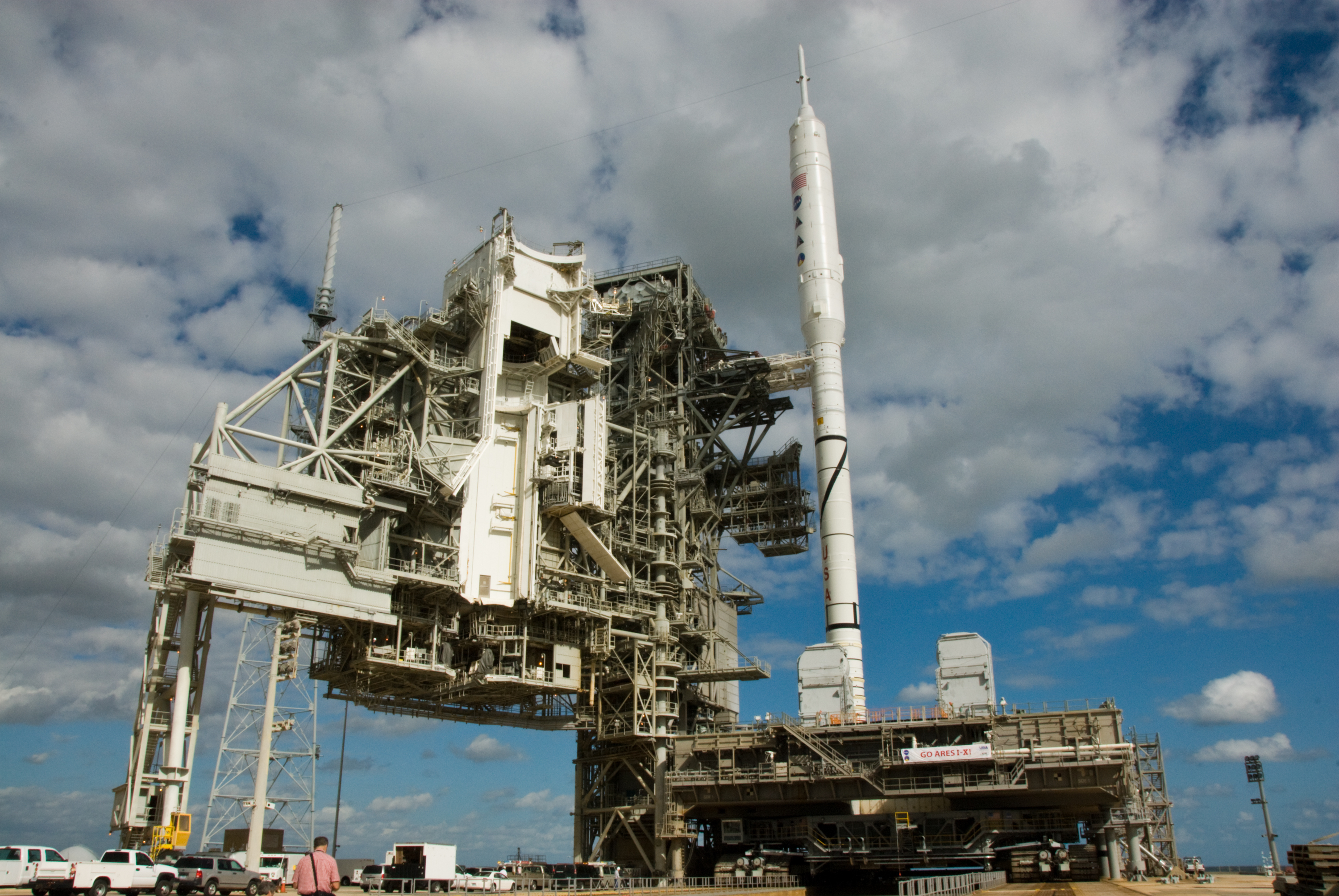
Ares-I-X-Rakete auf LC-39B (noch mit Shuttle-Startturm, Oktober 2009)

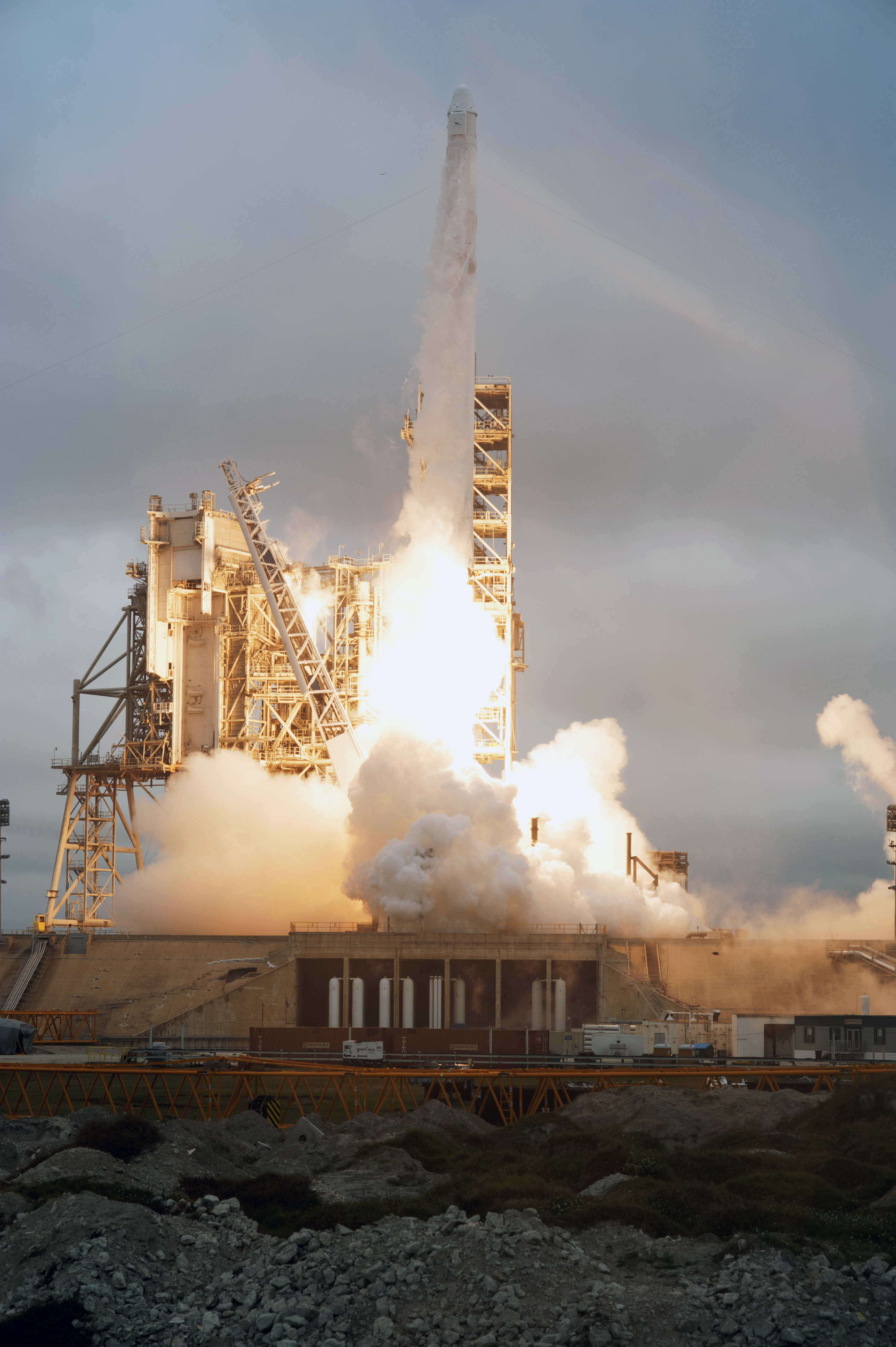
Erster Falcon 9 Start von Startrampe LC-39A

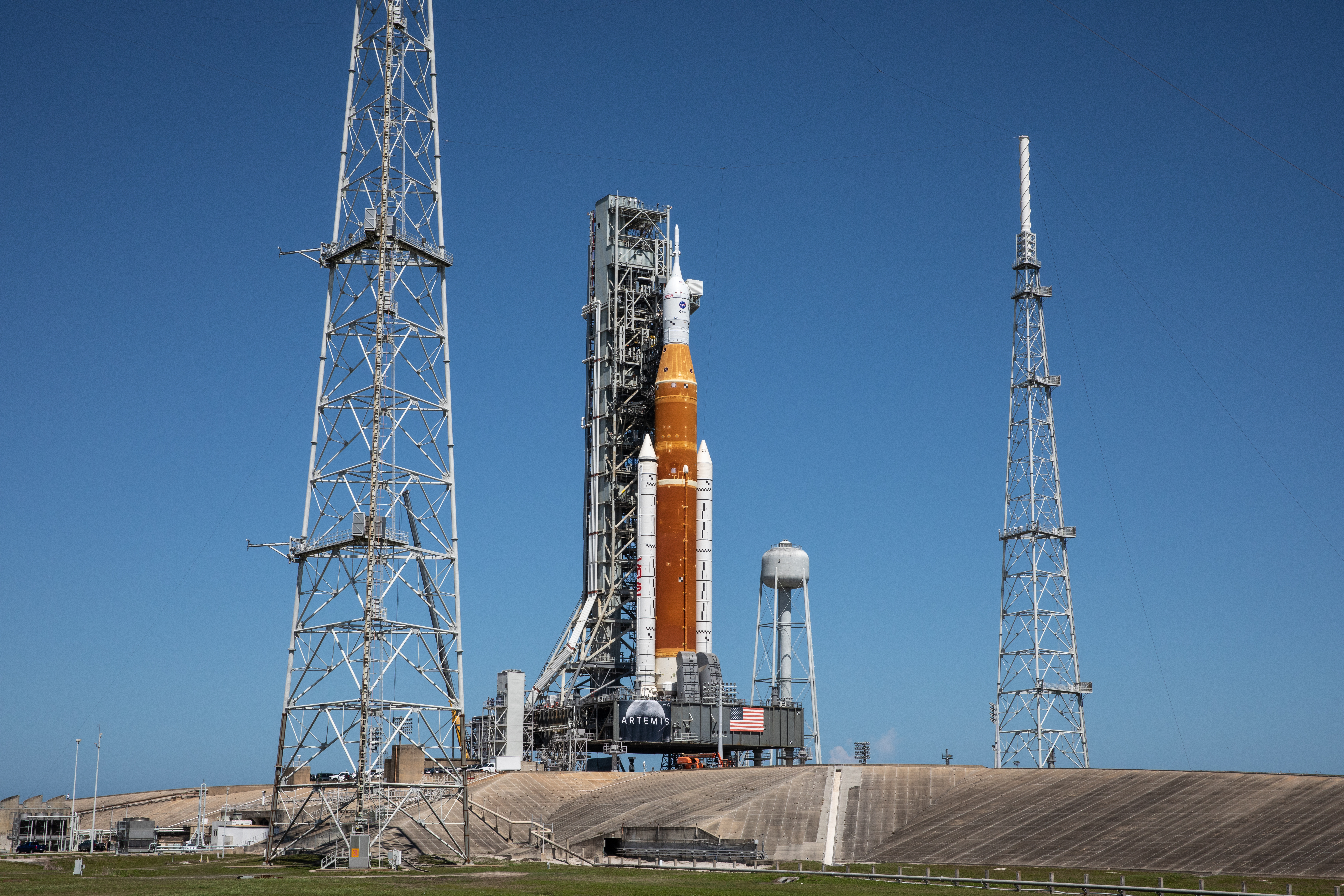
Das Space Launch System der Mission Artemis 1 auf LC-39B

LC-39B wurde nach dem Start von STS-116 von der NASA zum 1. Januar 2007 stillgelegt. Im November 2007 wurde mit dem Bau von drei 180 m hohen Blitzableitermasten begonnen. Auf der Rampe wurde noch bis Mai 2009 das Shuttle Endeavour für eine mögliche Rettungsmission der letzten Hubble-Wartungsmission bereitgehalten, der eigentliche Start hätte aber vom LC-39A stattgefunden. Im Juni 2009 begann der eigentliche Umbau für das Constellation-Programm. Dazu wurde der komplette Startturm demontiert und die Ausrüstung modernisiert. Ein Video dokumentiert diesen Abriss. Neu gebaut wurde die Auslaufstrecke des „Achterbahn“-Schienenrettungssystems, ein Ersatz für das ehemalige Seilbahnsystem.
Am 28. Oktober 2009, vor dem Abriss, startete von hier noch der Test Ares I-X, obwohl das Constellation-Programm zu diesem Zeitpunkt schon eingestellt war.
Am 16. November 2022 startete vom LC-39B Artemis 1, die erste Mission des Space Launch Systems (SLS). Dieses neue Raketensystem dient als Träger des Orion-Raumschiffs und soll bis zu 4 Raumfahrer zu Missionen über den niedrigen Erdorbit hinaus transportieren können.

##### LC-39C
Im Juli 2015 stellte die NASA eine neue, kleinere Startrampe innerhalb des LC-39B fertig. Sie soll kleineren Unternehmen, wie z. B. Firefly Space Systems, in Zukunft eine Infrastruktur für Weltraumstarts bieten.

#### Mobiles Startsystem

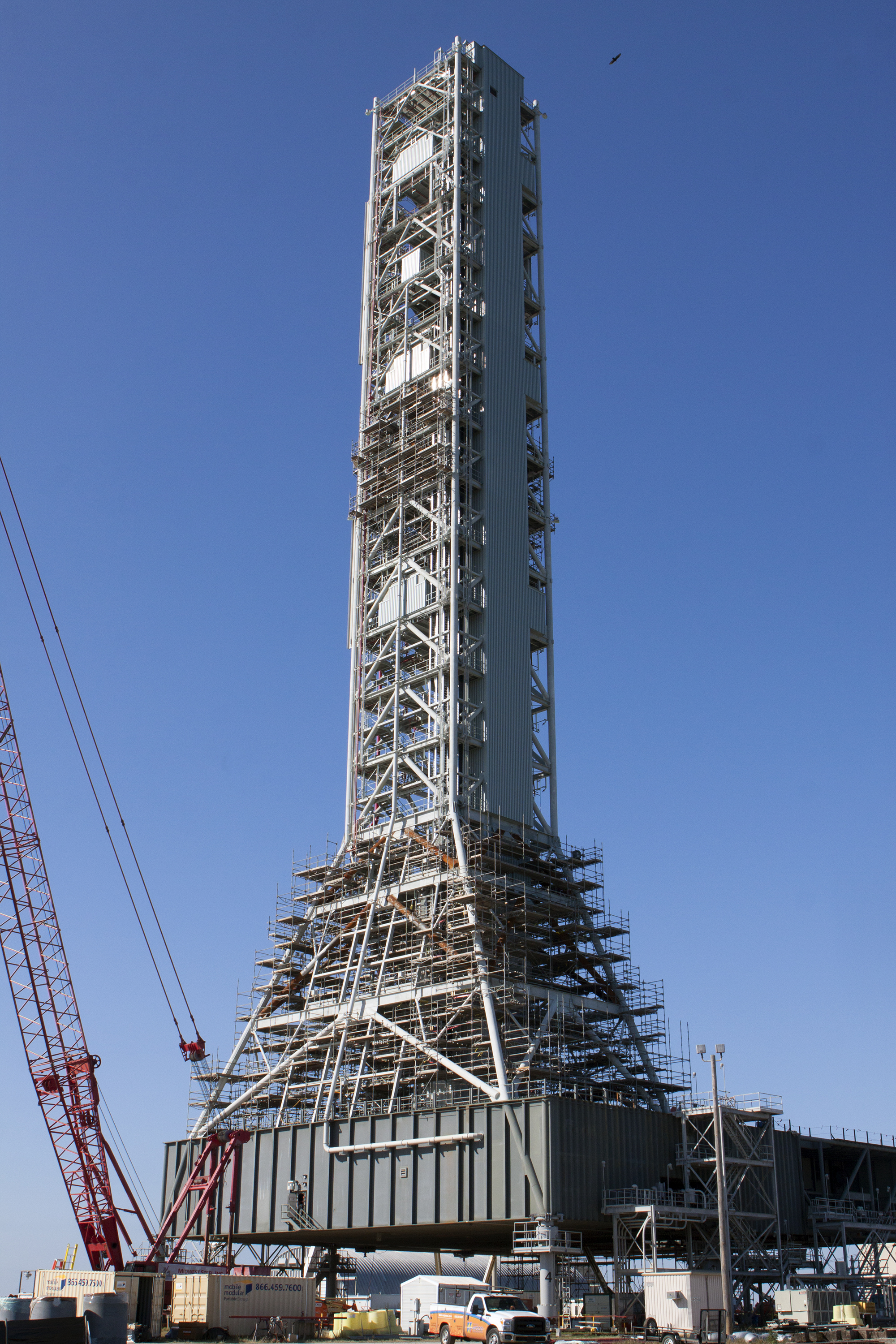
Umbau der Startplattform für das SLS

Für das Constellation-Programm wurde ein neuer Startturm gebaut und die Crawler-Transporter hätten für die schwere Ares-V-Rakete verstärkt werden müssen.
Im Rahmen des SLS-Programms wurde der Crawler-Transporter 2 (CT-2) dann mit vier neuen Walzenlagern ausgestattet, um so das größere Gewicht der SLS-Rakete und dem Startturm tragen zu können. Der andere Transporter sollte noch folgen.
Der schon existierende mobile Startturm wurde am 16. November 2011 zu Testzwecken über Crawler-Weg zum LC-39B gefahren. Die entsprechenden Umbauten für das SLS waren zu diesem Zeitpunkt noch nicht durchgeführt worden.

#### Orbiter Processing Facility
Das OPF-3 wurde im Oktober 2011 an Boeing vermietet, das dort den CST-100 Starliner zusammenbauen, testen und für den Start vorbereiten will. OPF-1 und OPF-2 gingen 2014 an die U.S. Air Force zu weiteren Nutzung für das X-37B-Programm.

#### Weitere Umbauten
Im VAB wird erneut umgerüstet, damit dort das SLS aufgebaut werden kann. Eine erste Plattform wurde im Dezember 2015 installiert. Insgesamt werden für das SLS zehn Plattformen benötigt, die jeweils aus zwei Hälften bestehen und so an die Rakete herangefahren und wieder entfernt werden können.